# 바오터우역

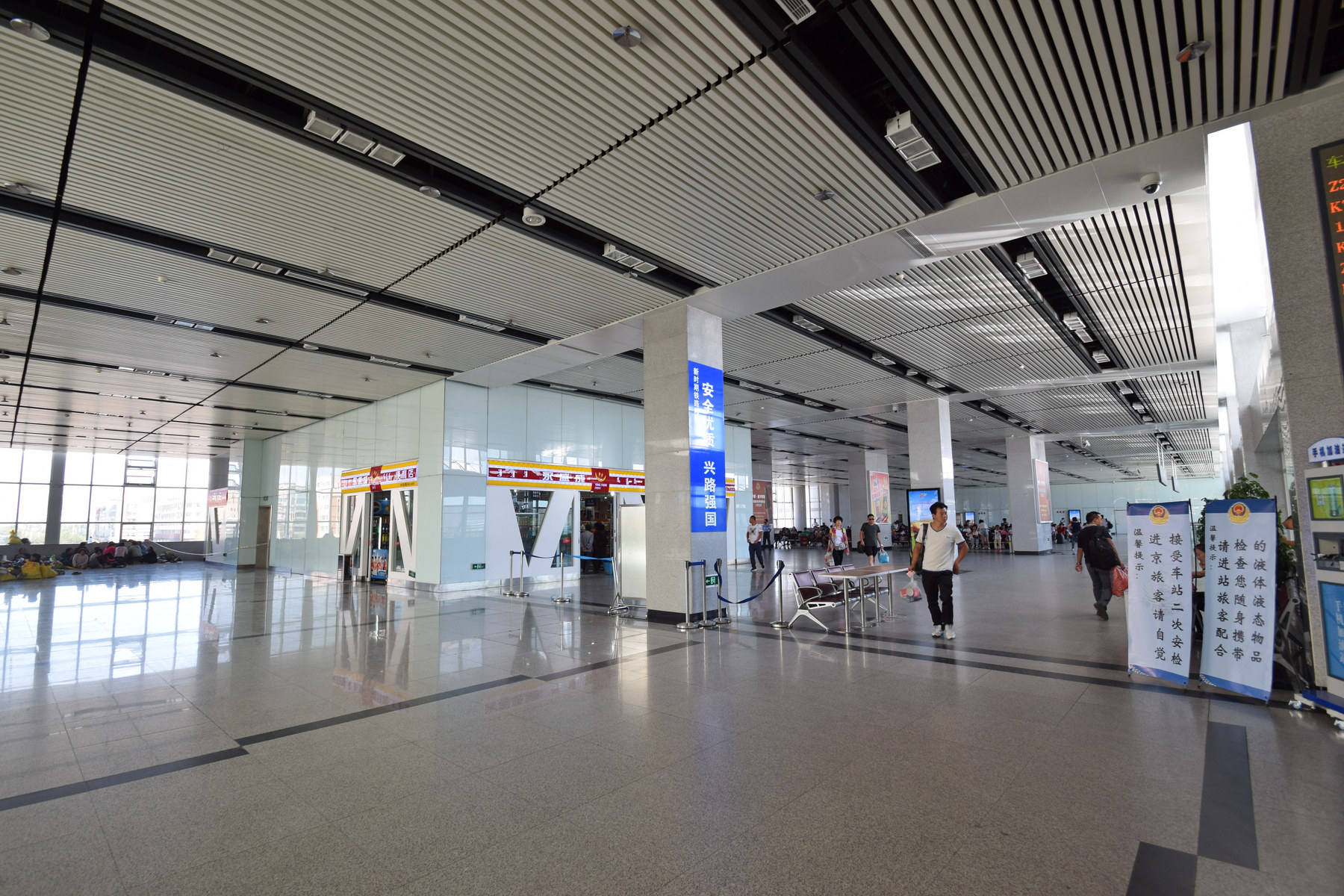
바오터우역 대합실

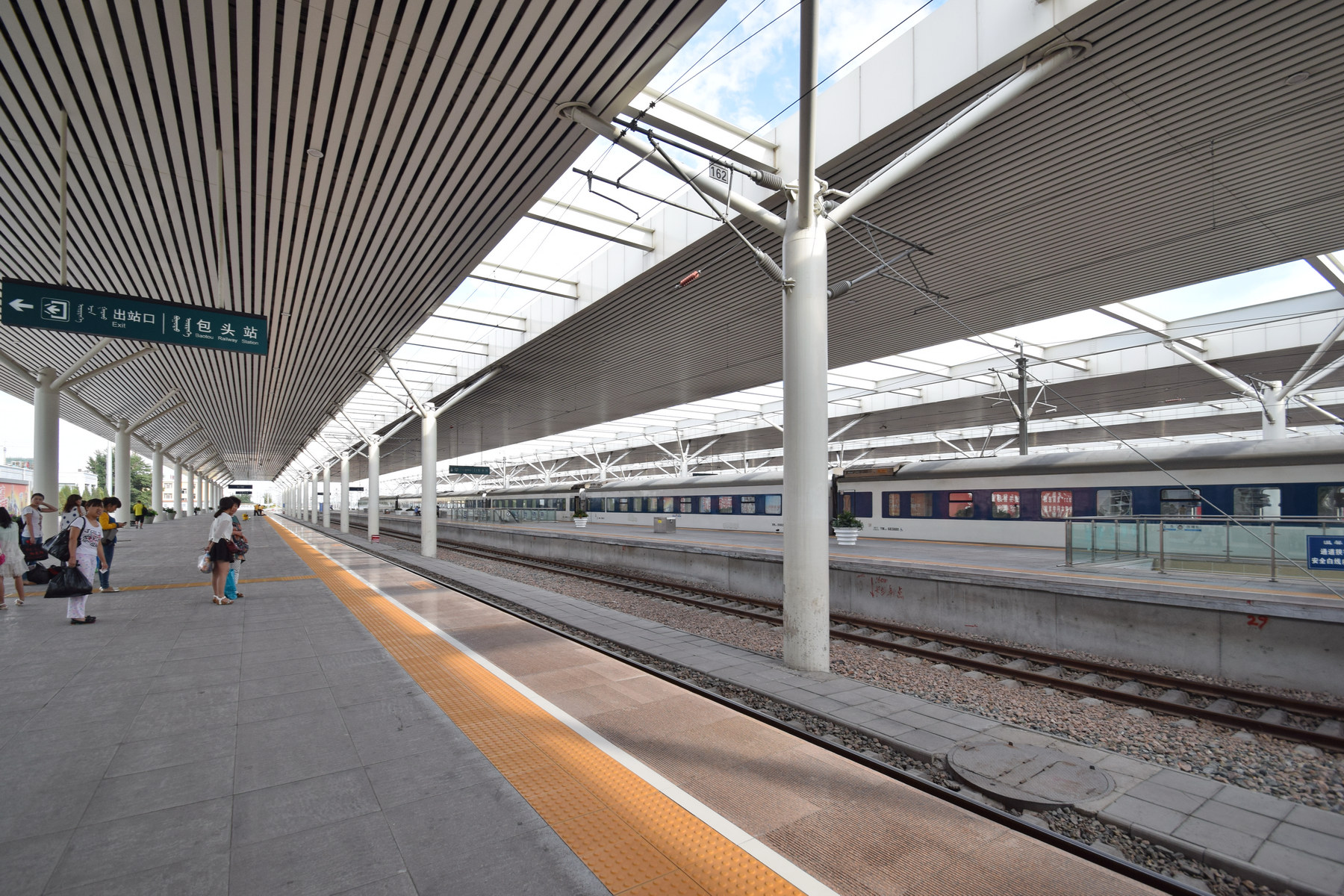
바오터우역 승강장

바오터우역(중국어 간체자: 包头站, 정체자: 包頭站), 구 자오탄역(중국어: 沼潭站)은 중국 내몽골 자치구 바오터우시 쿤두룬구 자오탄 가도에 위치한 철도역으로 1956년에 개업란 후허하오터 철로국 관할 1등역이다. 징바오 철로, 바오란 철로, 바오선 철로, 지바오 철로, 바오시 철로가 이 역을 지난다.

## 역 시설
바오터우역 신역사 설비는 고속철도역과 같은 사양, 같은 규격이다. 5개 승강장은 모두 1.25m 높이의 승강장으로 열차의 차량과 동일한 높이이다. 승강장에는 전체적으로 캐노피가 설치되어있으며, 대합실과 육교, 여객터미널 등에는 에스컬레이터 15대, 엘리베이터 6대, 매표창구 15개소가 설치되어 있으며, 건설노동자 전용, 학생 전용, 시외열차(동차조) 전용, 장애인 무장애 통과 승차권 구입 등 10대 특화 창구가 마련되어 있다.
바오터우역은 이번 역에서 독일역 컨셉트를 도입해 개조되었으며 승강장에 승객 흡연 구역과 공원형 대형분재 및 긴 의자가 설치되어 있으며, 시외열차 대합구역·레저 및 엔터테인먼트 구역·주요승객 대합구역·비즈니스 사무실 구역·샤오훙마오(小红帽)서비스구역 등 특화된 서비스구역을 갖추고 있으며, 시외열차 전용대합실에는 승객의 다양한 요구를 수용하기 위해 케이블TV, 무료인터넷, 즉석업무실, 비즈니스 레저회의, 인쇄 및 팩스, 독서실 등 다양한 서비스를 제공한다.
바오터우역에는 맥도날드와 李先生 등 두 곳의 구내식당이 있고, 매표소에는 자동매표기가 여러 대 설치되어 이용객들의 편의를 돕고 있다.

## 운행 정보
바오터우역은 징바오 철로, 바오란 철로, 바오선 철로, 바오바이 철로, 바오시 철로와 이어져있다. 하루 평균 각종 다양한 여객열차가 약 80대 가량 운행된다.

## 역 인근
- 바오톄 5중학교(包铁五中)
- 내몽골 과학기술대학(内蒙古科技大学)

## 버스
- 1번 : 바오터우역-얼뤼서
- 2번 : 바오터우역-류허청 버스터미널(六合成公交站)
- 8번 : 바오터우역-시사량
- 15번 : 구청 촌위원회(古城村委会)-바오터우역-얼뤼서
- 15번 지선 : 바오터우역-자오완
- 22번 : 바오터우역-류허청 버스터미널
- 41번 : 바오터우역-얼뤼서
- 46번 : 바오터우역-완준다두청 동문(万郡大都城东门)
- 50번 : 바오터우역-바오터우 동역
- 선루선구 전용선(神鹿社区专线) : 바오터우역-선루선구

## 역사

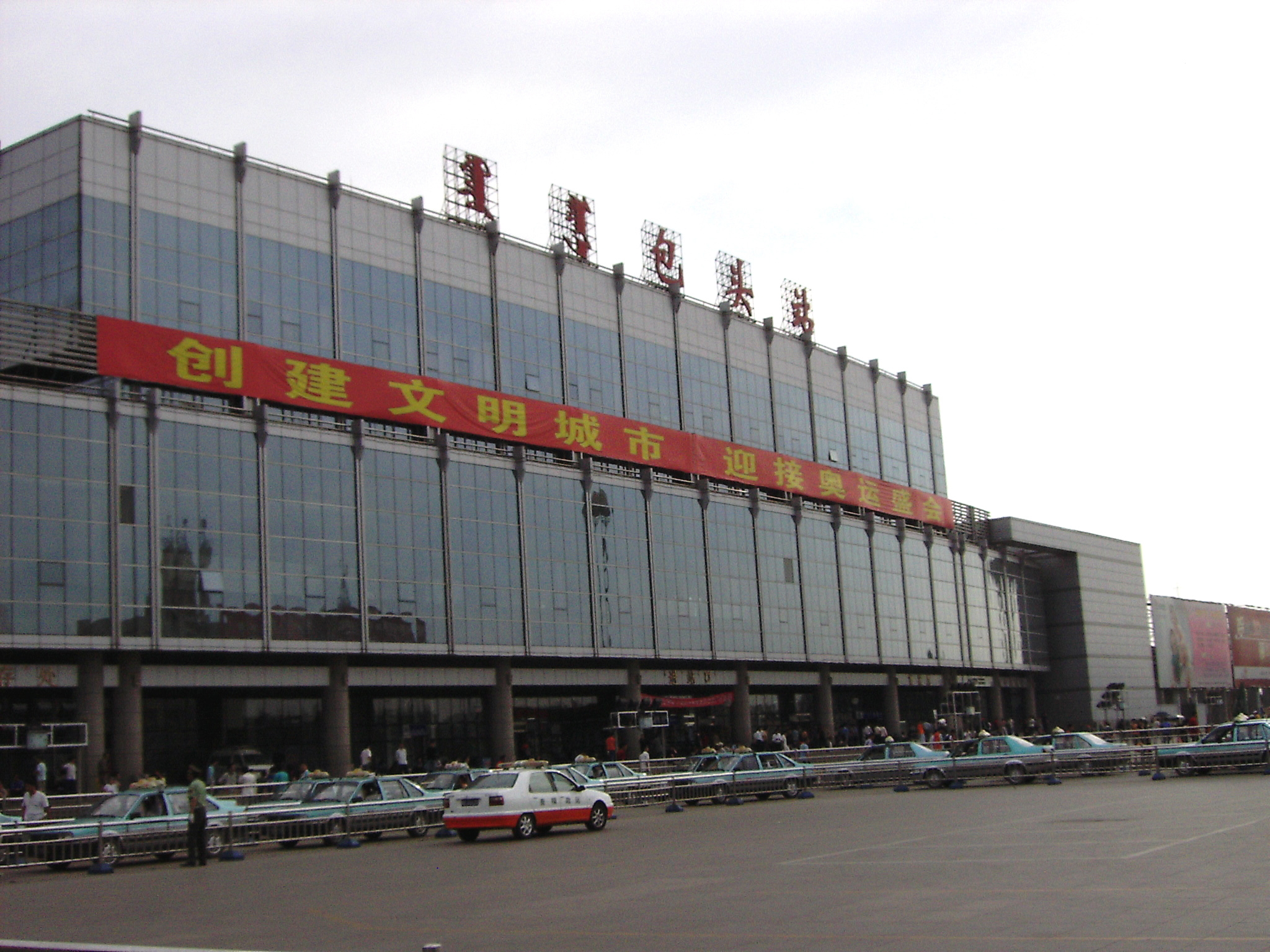
2008년 6월 당시 역사

- 1956년 바오란(包兰) 철도가 완공되어 운행을 실시함과 하께 바오터우역도 운행되기 시작하여, 개장당시 명칭은 자오탄(昭潭) 역이었다가, 나중에 바오터우역으로 개명하였다. 둥허구에 있었던 기존의 바오터우역은 바오터우 동역으로 개명되었다.

## 산하역
바오터우은 후허하오터 철도국 직속으로, 바오터우 동역 및 바오시선 바오터우 남-서 신제 간을 관리한다.이 중 바오터우역 자체 및 바오터우 동,  다라트 서, 둥성 서, 어얼둬쓰역이 종착지이다.

## 인접역
| 중국철로                  | 중국철로                 | 중국철로                           |
| ------------------------- | ------------------------ | ---------------------------------- |
| 완수이촨역 베이징 북 방면 | ← 8km 징바오 철로        | 시·종착역                          |
| 바오터우 동역 구잉판 방면 | ← 16km 수바오 철로 9km → | 바오터우 서역 바오란선 란저우 방면 |
| 시·종착역                 | 바오란 철로 9km →        | 바오터우 서역 바오란선 란저우 방면 |
| 시·종착역                 | 바오시 철로 9km →        | 바오터우 남역 신펑전 방면          |
| 시·종착역                 | 바오선 철로 7km →        | 완수이촨 남역 선무 북 방면         |